# Pedro Quintanar
José Pedro Quintanar Zamora conocido como Pedro Quintanar (29 de junio de 1866; Valparaíso, Zacatecas - 14 de julio de 1930; Ojinaga, Chihuahua) fue un hacendado y militar mexicano que participó en la Revolución mexicana, la Rebelión delahuertista, y la Guerra Cristera.
A lo largo de su vida, Quintanar lideró expediciones, enfrentó desafíos militares, y tuvo roles destacados en la región de Zacatecas, Durango, Nayarit y el norte de Jalisco en México, consolidando territorios bajo su control y participando en movimientos contrarrevolucionarios.

## Biografía

### Vida personal
Nació en el seno de una familia acomodada y pasó la mayor parte de su infancia en Boquilla del Refugio, localidad de Valparaíso, Zacatecas. En 1892, contrajo matrimonio con Césarea López, con quien tuvo cinco hijos.

### Revolución Mexicana
Experimentó su juventud durante el Porfiriato y, tras la caída de Porfirio Díaz, se convirtió en un opositor al régimen maderista. Se unió al 38º Regimiento de Rurales bajo el mando de Cándido Aguilar, formando parte de las fuerzas huertistas. En la Batalla de Zacatecas, combatió junto a su hijo adolescente, quien perdió la vida en el conflicto, bajo la dirección del general Luis Medina Barrón contra la División del Norte de Pancho Villa. 
Después de la caída del gobierno de Victoriano Huerta, posiblemente motivado por resentimientos hacia los villistas, persiguió a estos últimos por Chihuahua, integrándose posteriormente al Ejército Constitucionalista. Tras la rendición de Pancho Villa, regresó a Zacatecas para dedicarse a la administración de haciendas. En 1923, se unió a las fuerzas delahuertistas, alcanzando el rango de coronel y participando activamente en los combates de Palo Verde.

## Guerra Cristera

### 1926

#### Primer levantamiento
El 14 de agosto en Chalchihuites, un destacamento de soldados liderado por el teniente Blas M. Ontiveros arrestó durante la noche al párroco Luis Bátiz, a David Roldán (director local de la ACJM), a Manuel Morales (jefe de la LNDLR) y a otro civil. Al conocer la situación al día siguiente, Quintanar decidió reunir a sus hombres para perseguir a los soldados. Al alcanzarlos, se desató un breve tiroteo, resultando en el asesinato de los detenidos por parte de los militares. En represalia, Quintanar optó por saquear la agencia del timbre. El 29 de agosto, lideró la toma Huejuquilla el Alto con 100 hombres, donde derrotó a una columna federal compuesta por 50 hombres, liderada por el coronel Antonio S. Arredondo. El 30 de agosto, fue elegido Jefe del movimiento, superando en votos al líder local de la LNDLR. Aunque decidió rendirse el 26 de septiembre, gracias a la amnistía ofrecida por el jefe de operaciones Eulogio Ortiz.

#### Primera expedición
A pesar de haber recibido amnistía, Quintanar continuaba organizando nuevos levantamientos en el estado de Zacatecas. En diciembre, al frente de 200 hombres, tomó Mezquitic y luego ingresó a Totatiche, respaldando la rebelión local liderada por Herminio Sánchez y derrotando a una columna expedicionaria de 100 hombres dirigida por el general Manuel Arenas López en el poblado de Temastián. Posteriormente, ocupó Colotlán sin encontrar resistencia, desarmó a la policía local, pero el 17 de diciembre sufrió una derrota en Tlaltenango ante las fuerzas de Arenas. A pesar de esto, logró reorganizar a sus hombres en Temastián. El 26 de diciembre, Quintanar derrotó nuevamente a Arenas en la Batalla del Rancho de Las Atarjeas, infligiendo 8 bajas a las fuerzas federales e hiriendo al general Arenas. En este enfrentamiento, los cristeros sufrieron la pérdida de 2 hombres, incluido el líder Herminio Sánchez. Después de estos eventos, Quintanar decidió regresar a Huejuquilla el Alto, aunque solo 35 de los 200 hombres reclutados regresaron con él. Esté levantamiento armado se mantuvo independiente con respecto a las disposiciones de la Liga Nacional para la Defensa de las Libertades Religiosas y la Unión Popular de Jalisco.

### 1927

#### Expediciones Tercera a Sexta

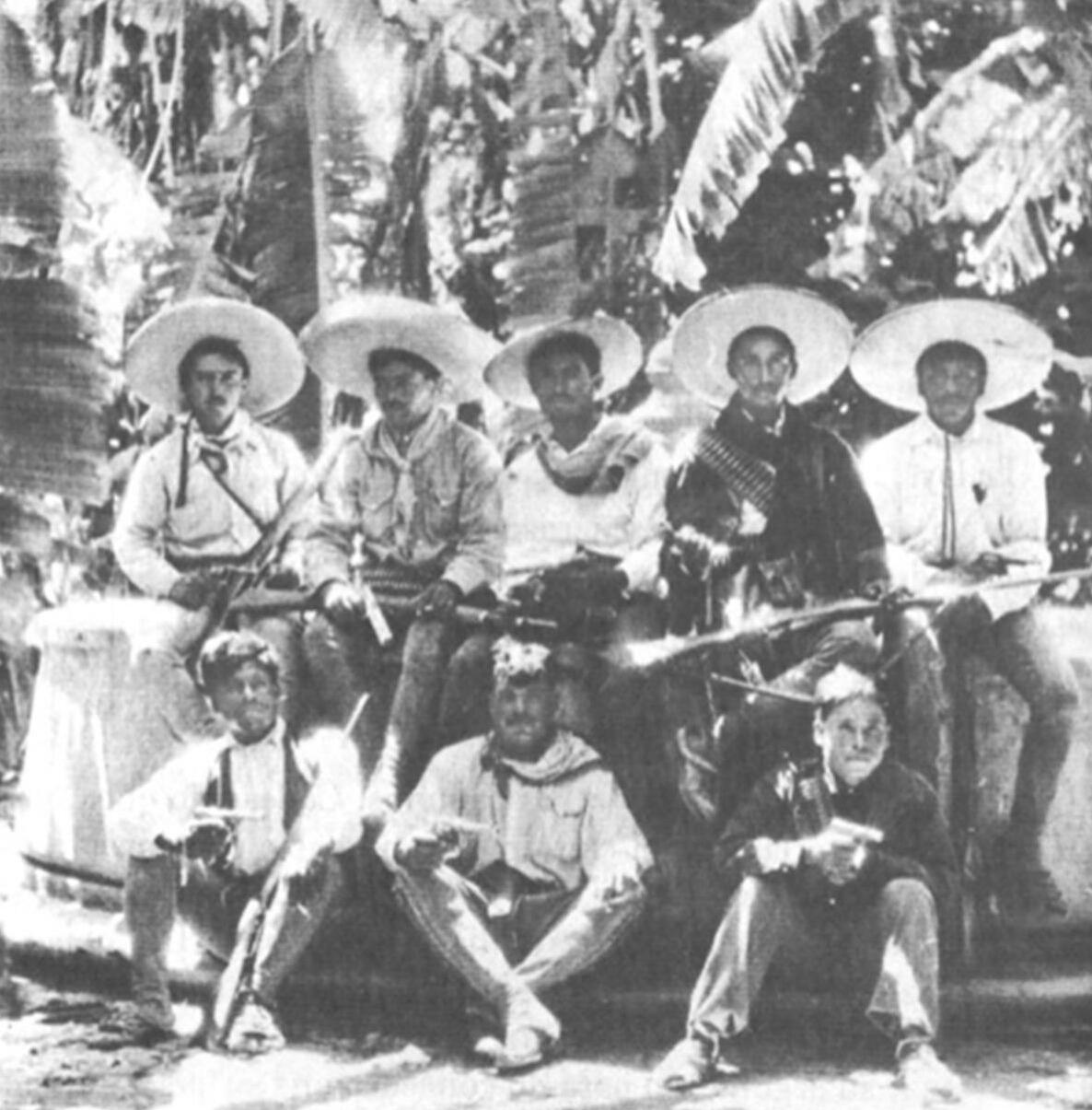
Regimiento Castañón, incorporado a la Brigada Quintanar

El propósito de esta serie de expediciones era debilitar el agrarismo local, por lo que Quintanar dividió su ejército en dos columnas. Una de ellas atacó el poblado de La Peña en el municipio de Sombrerete, logrando vencer las defensas agraristas. Después de diversos combates, lograron expulsar a la guarnición federal de Huejuquilla el Alto. Posteriormente, Quintanar organizó una emboscada a los soldados en Puerta Blanca, municipio de Apozol. A pesar de lograr sitiarlos, el intento fue rechazado y se vio obligado a retirarse. Esta sería la última guarnición permanente que Huejuquilla tendría durante la Primera Guerra Cristera.
El 15 de febrero, hombres liderados por Felipe Sánchez tomaron Teul de Gonzalez Ortega. Después de la entrada del general  Anacleto López Morales a Huejuquilla, los cristeros se retiraron al valle de Súchil, donde combatieron contra el general Eulogio Ortiz, infligiendo 8 bajas a las fuerzas federales sin sufrir ninguna pérdida. Luego recorrieron Ameca y San Juan antes de regresar a Huejuquilla.

#### Expediciones séptima, octava y novena
Luego de que el gobierno reforzara las guarniciones con soldados y campesinos en marzo y abril para sofocar la rebelión cristera, recuperando algunos municipios, Quintanar emprendió su siguiente expedición. Atacó El Refugio, municipio de Villa Hidalgo, resultando en el asesinato de Eligio Aninos, jefe agrarista de Milpillas de Allende. El 8 de abril, tomó sin resistencia Fresnillo, saqueando la tesorería y la empresa minera. A continuación, se enfrentaron en Guadalupe y fue asaltado por agraristas. Durante esta expedición, se unieron a Quintanar dos líderes locales: Perfecto Castañón y Joaquín Anguiano.
Aprovechando que las fuerzas gubernamentales estaban concentradas en derrotar la rebelión en Juchipila, 400 hombres de Quintanar recorrieron ranchos agraristas y tomaron Sombrerete  el 24 de abril, sitiando la guarnición federal en Cerrito de Guadalupe. Tras tomar la población, saquearon las arcas públicas y destruyeron las oficinas gubernamentales. Sin embargo, fueron derrotados por 150 federales al mando del general Eulogio Ortiz, sufriendo 5 bajas y 5 prisioneros, retirándose a Huejuquilla el 29 de abril. El primero de mayo, un contingente federal atacó a Quintanar en Huejuquilla, que en ese momento contaba con 24 defensores de San Juan Capistrano. Los federales infringieron 9 bajas y 10 heridos. El 7 de mayo, Quintanar fue derrotado nuevamente por Anacleto López en el cañón de Juchipila, perdiendo a 20 hombres y siendo perseguido hasta que se suspendió debido a un accidente del general federal. En mayo, se oficializó su nombramiento como general de brigada, mientras que sus lugartenientes, Perfecto Castañón y Aurelio Acevedo, fueron nombrados coronel y teniente coronel respectivamente.
Siguiendo indicaciones de Carlos Blanco Ribera, Quintanar, junto a 110 hombres, emprendió una nueva expedición con el objetivo de acercarse a Zacatecas para atraer fuerzas y permitir a los cristeros de Jalisco y Jalpa operar en Aguascalientes. En la Batalla de San Juan de los Mier, en el municipio de Chalchihuites, combatió con 390 federales, infligiéndoles 3 bajas y deteniendo a uno. Luego, un pequeño grupo de hombres de Quintanar, dirigidos por su lugarteniente Perfecto Castañón, atacó Valparaíso, Fresnillo y San Mateo. Posteriormente, atacaron al coronel Vargas del 84.º Regimiento, infligiendo 236 bajas a los federales, mientras que los cristeros tuvieron 17.

#### Expediciones decimotercera, decimocuarta, decimoquinta y decimosexta
El 17 de septiembre, Quintanar sufrió una derrota ante el 84.º Regimiento, comandado por el coronel Vargas, en la Hacienda de Corrales. Posteriormente, el 9 de octubre, lideró a 450 hombres en el asedio a Valparaíso, pero fue rechazado por los agraristas, resultando en 4 bajas y 10 heridos
En la Decimoquinta expedición, atacaron destacamentos federales en Sombrerete, San Martín, El Capulín, y Canutillo. Durante la siguiente expedición, ejecutaron a 24 agraristas en las cercanías del cañón de Jerez. Hacia mediados de noviembre, oficiales de la LNDLR finalmente establecieron contacto con las fuerzas de Quintanar y le suministraron 6.000 cartuchos y algunas cajas de dinamita, con la orden de atacar Valparaíso. Sin embargo, Quintanar optó por atacar con 450 hombres un foco gobernista en Mezquitic. En esta batalla, los 80 hombres de la defensa y los refuerzos agraristas rechazaron a los hombres de Quintanar. Con este revés, se incorporó a las fuerzas de Quintanar el ex general villista Justo Ávila.

#### Consolidación de la Zona Quintanar
Con el liderazgo de Enrique Gorostieta Velarde, se consolidó la zona ocupada por las fuerzas de Quintanar, estableciendo un cuartel en Peña Blanca, Valparaíso, para asediar a los agraristas. El 11 de diciembre, 80 hombres liderados por Quintanar se encontraron con 500 hombres del coronel Vargas. Los cristeros lograron hacer retroceder a los federales hacia Huejuquilla el Alto, donde sufrieron diversas emboscadas en su camino, resultando en 62 bajas.
Según el informe de Candelario García, presidente municipal de Huejuquilla el Alto, desde Fresnillo, el 10 de junio de 1928, al secretario general de Gobierno de Jalisco, desde el 29 de agosto de 1926, Quintanar ocupaba Huejuquilla el Alto con 300 o 400 hombres.

### 1928
En enero, Gorostieta autorizó a Quintanar y sus lugartenientes, Ávila, Sánchez y el mayor Cordero, el despliegue de 1,100 hombres para la toma de Mezquitic. En esta ocasión, lograron tomar la ciudad sin enfrentar resistencia. Aprovechando la reunión de los cristeros, se intentó nuevamente atacar Valparaíso con 900 hombres, pero fueron rechazados.
El 27 de enero, Quintanar fue nombrado Jefe de Operaciones del Estado de Zacatecas y dio la orden de crear 4 regimientos: el Valparaíso, liderado por el coronel Acevedo; el de Fresnillo, a cargo del coronel Perfecto Castañón; el de Chalchihuites, dirigido por el coronel Francisco Sánchez, y el de Guadalupe, bajo el liderazgo de Justo Ávila. El 6 de marzo, se llevaron a cabo nuevos ataques a Valparaíso, en esta ocasión acompañados por Florencio Estrada y Porfirio Mallorquín. Posteriormente, en un combate en Durango, fue aprehendido y posteriormente fusilado uno de los hombres más importantes de Quintanar, el coronel Perfecto Castañón en Ciénega de Jerez, con el respaldo del coronel Reynaldo Cárdenas.

#### Expedición a Durango
Invitado por Florencio Estrada, Quintanar autorizó una expedición de 210 hombres del Regimiento de Fresnillo (renombrado ahora como Regimiento Castañón en honor a su líder fallecido) a Huazamota, tomando la localidad el 6 de mayo. El 20 de mayo, derrotaron a 40 hombres del 59.º Batallón en San Juan Peyotán, asegurándose una gran cantidad de municiones. En su regreso a Zacatecas, expulsaron a los pocos agraristas en Valparaíso. En represalia, 260 federales liderados por Vargas atacaron la población, logrando derrotar a los cristeros. En junio, junto a Florencio Estrada y Trinidad Mora, Quintanar derrotó a las fuerzas federales en el Cerro de las Papas, donde perdieron la vida 300 soldados del gobierno, incluyendo al coronel José Ruiz. Hacia finales de año, recuperó el control de Chalchihuites.
Posteriormente, volvió a tomar Valparaíso y, junto a 400 hombres, lanzó una ofensiva en Chalchihuites, apoyándose en el líder local Isidro Ruiz. Durante este tiempo, consolidó el control territorial en la región y comenzó a expandir la zona con algunos hombres en Durango, Sinaloa, el norte de Jalisco y Nayarit.

### 1929
En enero, Quintanar derrotó al general Juan Vargas en Valparaíso. El 13 de febrero, emboscó junto a 90 hombres a un grupo federal de la misma fuerza, resultando en la muerte de 46 hombres y la captura de 30 caballos, 30 acémilas y 25 fusiles. Un golpe importante a su movimiento se dio con la rendición de Isidro Ruíz, quien recibió amnistía por parte del gobierno. Aprovechando la Rebelión escobarista, los lugartenientes de Quintanar tomaron Santa María de los Ángeles, Huejúcar y Tepetongo. A pesar de que Ruíz regresó para disculparse con Quintanar, este último lo mandó a ejecutar. El 4 de abril, Quintanar lideró una expedición al sur para ayudar a Chema Gutiérrez y Felipe Sánchez, mientras 400 cristeros bloqueaban la vía férrea a diario en Cañitas, Calera y la Noria, descarrilando los transportes de tropas federales. El 9 de abril, en busca de una ofensiva para tomar la ciudad de Zacatecas, cedió el mando a Aurelio Acevedo debido a problemas de salud y se retiró a Huejuquilla. Después de los acuerdos de paz entre la iglesia y el gobierno el 22 de julio, Quintanar se retiró de Huejuquilla, dejando la jefatura de Zacatecas a Acevedo.

### Vasconcelismo
Adhiriéndose al Plan de Guaymas, Quintanar se levantó en febrero de 1930 con 200 hombres, atacando a las fuerzas federales en Arroyo Hondo e infligiendo 80 bajas. En respuesta, hombres del general Anacleto López incendiaron y quemaron su rancho, ejecutaron a dos de sus vaqueros y secuestraron a su familia. Debido a estos eventos, Quintanar decidió rendirse a través del general Eulogio Ortiz, quien le ofreció trabajo en la resguardo de aduanas, trasladándose a Ojinaga. El 14 de junio, Quintanar sería asesinado por un grupo de supuestos contrabandistas mientras se bañaba.

## Mando de la Brigada Quintanar
La Brigada Quintanar reunía bajo la autoridad de Pedro Quintanar las siguientes unidades militares (junio de 1929):
- Regimiento Valparaíso: coronel J. Jesús Pinedo.
- Regimiento Castañón (Libres de Fresnillo): coronel Reynaldo Cárdenas
- Regimiento Libres de Huejuquilla: Teniente coronel Aureliano Ramírez, mayor Epitacio Lamas.
- Regimiento Libres de Chalchihuites: coronel Francisco Sánchez.

- Regimiento Guadalupe: general Justo Ávila, coronel Chávez, coronel Barrios.

- Grupo de Huejúcar: mayor Luis J. Montellano.

- Serranos: coronel Sabino Salas.
- Grupo de Huazamota (Durango): coronel Florencio Estrada.
- Grupo Huichol del pueblo de San Sebastián: capitán Juan Bautista.
- Defensa de Tensompa: Francisco Espinoza.
- Grupos de las Defensas Tepehuanas: mayor Sifuentes.
- Fuerzas de Nayarit: general Porfírio Mallorquín.
- Fuerzas de Federico Vázquez (Durango).

En el mejor momento de la brigada logró controlar lo equivalente a la superficie de los estados de Aguascalientes, Colima, Morelos y Tlaxcala reunidos.